# Montuemhat
Montuemhat, o Mentuemhat (fl. VII secolo a.C.), è stato un governante egizio vissuto nel VII secolo a.C., di cui ci sono state rinvenuti numerosi riferimenti scritti e statue.

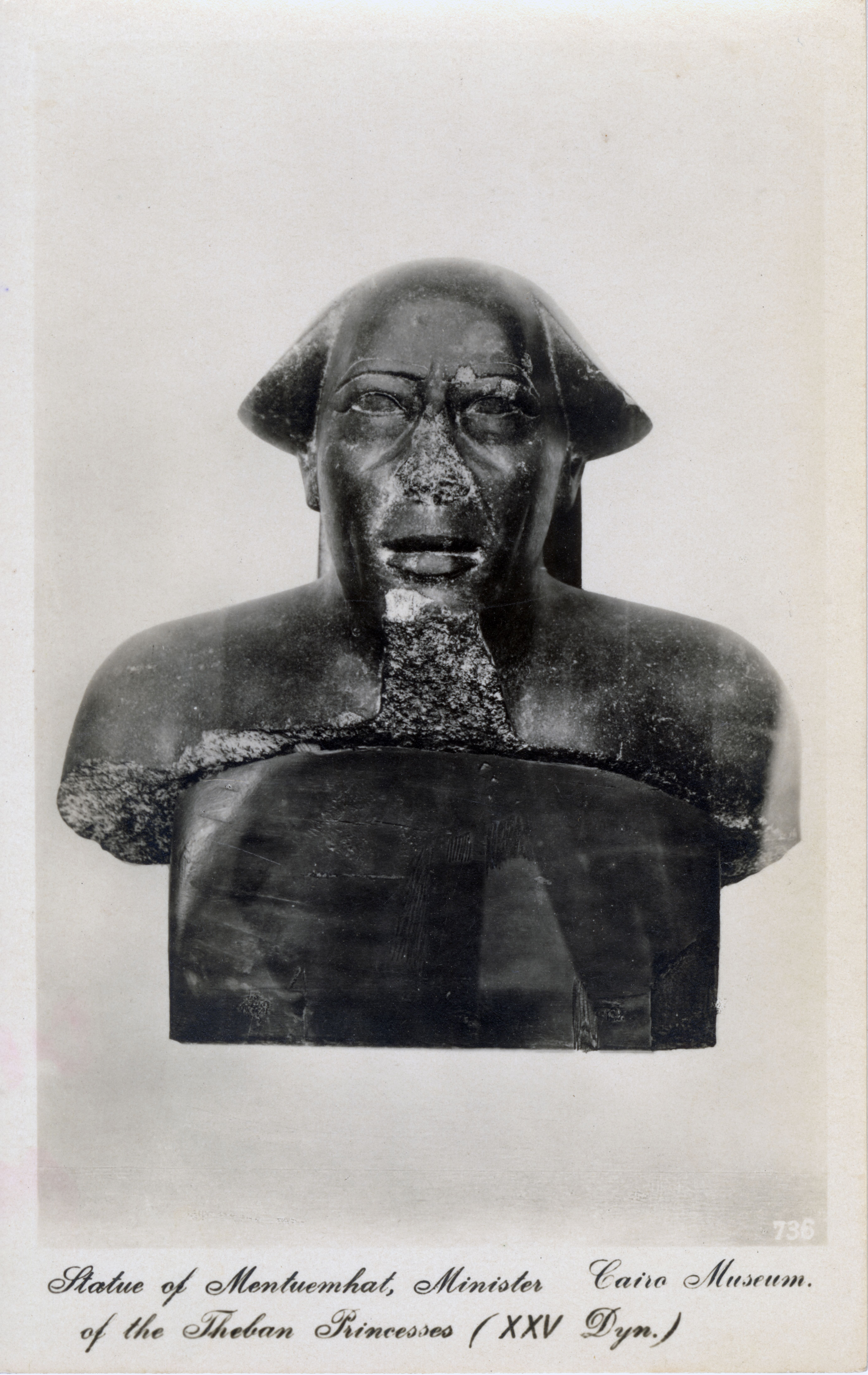
Busto di Montuemhat, Museo Egizio del Cairo

Fu Quarto Profeta di Amon presso il tempio di Karnak, venne nominato da Taharqa (XXV dinastia) principe di Tebe e governatore dell'Alto Egitto. Dopo la sconfitta di Taharqa conservò il potere a Tebe anche durante l'occupazione assira e sotto il regno di Psammetico I (XXVI dinastia).
Ebbe tre mogli: Wadjerenes (Udjarenes), Eskhons (Neskhons) e Shepetenmut (Shepenmut).